# Молочна промисловість України
Молочна промисловість — галузь харчової промисловості, що об’єднує підприємства з виробництва молока та різних молочних продуктів. Основна продукція: питне й сухе молоко, вершки, сметана, масло, цільномолочні вироби, молочні консерви, твердий сир, бринза, морозиво, казеїн. Молоко та молочні продукти – це основні продукти харчування, в яких міститься білок, незамінні амінокислоти, мікроелементи, вітаміни та інші корисні речовини, необхідні для життєдіяльності людини. Вони займають вагоме місце на ринку продовольчих ресурсів і є обов’язковими у структурі споживання населення.
Сучасна промислова переробка молока – комплекс взаємопов’язаних хімічних, фізико-хімічних, мікробіологічних, біохімічних, біотехнологічних, теплофізичних та інших трудомістких і специфічних технологічних процесів.

## Історія

### 1900 - 1939 р.р.
До Першої світової війни виробництво молочних продуктів в Україні мало переважно кустарний характер. У 1913 році у центральних та східних українських землях було всього 16 маслозаводів, що виготовляли 2975 т масла (3 % виробництва Російської імперії).
У перші роки радянської влади, зокрема за НЕПу, важливу роль у розвитку молочної промисловості відіграла кооперація та приватна ініціатива, водночас було розбудовано широку мережу молочних заводів.
З початком п’ятирічного планування молочна кооперація в Україні занепала, а приватне виробництво було фактично ліквідовано. У 1928–32 роках замість дрібних підприємств збудовано великі молочні комбінати, зокрема у Києві, Харкові, Дніпропетровську (нині Дніпро), а також низку молочних заводів на Донбасі. У 1940 році в Україні діяло 483 підприємства молочної промисловості, зокрема 44 потужні комбінати. Було вироблено 14,2 % загально-союзного випуску тваринного масла, 18,1 % продукції з незбираного молока. У цьому ж році в Україні розпочато виробництво молочних консервів. На західноукраїнських землях, що перебували під владою Польщі, значну роль у розвитку молочної промисловості відіграв «Маслосоюз».

### 1939 - 1959 р.р.
Під час окупації України намецькими військами в роки Другої світової війни молочна промисловість зазнала великих руйнувань, зокрема було виведено з ладу 80 % потужностей маслоробних, 75 % молочних і 60 % сироробних заводів. У сільському господарстві України кількість великої рогатої худоби зменшилася майже на 60 %, знизилася продуктивність корів.
Уже в 1949 році в Україні було перевершено рівень заготівлі молока 1940, майже подвоїлося промислове виробництво масла, 1950 – виробництво сиру, 1952 досягнуто довоєнного рівня випуску продукції з незбираного молока. З відновленням тваринництва і розвитком молочної промисловості зросли державні закупівлі молока в Україні від 1,5 млн т у 1950 до 10,3 млн т у 1969 році.

### 1959 - 1969 р.р.
Упродовж 1959–69 році в Україні введено в дію 90 нових підприємств з перероблення молока, зокрема 45 міських молочних та 45 масло- і сироробних заводів. Їх будували за типовими проектами, в яких передбачено високу енергооснащеність, забезпечення штучним холодом, безперервність, потоковість, механізацію й автоматизацію виробничих процесів. У харчової промисловості 1960 року молочна промисловість посідала 3-тє місце (12,1 %), а питома вага молока й молочної продукції, виготовленої в Україні, у відношенні до виробленої в СРСР становила: масла 27,1 %, молока 23 %, молочних консервів із згущеного 21 % і сухого 16 % молока. В усіх великих промислових центрах діяли міські молочні заводи потужністю 15–225 т продукції з незбираного молока за зміну. У сільськогосподарських районах споруджували здебільшого заводи з випуску масла, сиру, молочних консервів та сухого молока.

### 1969 - 1990 р.р.
У 1969 році в Україні діяло 465 державних підприємств молочної промисловості: 133 молочні, 295 масло- і сироробні, 10 молочно-консервних заводів тощо. Серед найбільших підприємств із виробництва продукції з незбираного молока – Дніпропетровський молочний завод, Київський та Донецький міські молочні заводи № 2, Харківський, Одеський та Львівський міські молочні заводи; сироробні – Красноокнянський (Одес. обл.), Ковельський (Волин. обл.), Чортківський (Терноп. обл.). Зростання сировинної бази й виробничих потужностей молочної промисловості зумовили значне збільшення випуску продукції цієї галузі. У 1969 році Україна давала 20,2 % загально-союзного випуску продукції з незбираного молока, бл. 26 % масла, 21 % сиру й бринзи, бл. 29 % молочних консервів. Усього виробляли майже 170 найменувань продукції молочної промисловості, зокрема понад 50 – з незбираного молока, 60 – натуральних і плавлених сирів. Швидко розвивалося виробництво продуктів дитячого харчування фасованої молочної продукції. Освоєно випуск нових її видів (стерилізованого молока з тривалим терміном зберігання, швидкорозчинного сухого знежиреного молока, вершкових плавлених сирків тощо).
За останні 10–15 р. ринок молока та молочної продукції зазнав значних змін: знизилися обсяги виробництва; відбулося скорочення поголів’я великої рогатої худоби, що призвело до недостатнього завантаження сировиною виробничих потужностей переробних підприємств та збитковості галузі. На скорочення рівня споживання молочних продуктів впливає також низька платоспроможність населення. Молоко – традиційний продукт харчування в раціоні населення багатьох країн світу, але темпи росту його виробництва у світі є нижчими, ніж темпи росту чисельності населення, оскільки споживання молока й молочних продуктів зростає навіть у тих країнах, в яких молоко не входить до числа повсякденних продуктів харчування.
| Продукція                                                     | 1965 | 1965 | 1979 | 1979 |
| Продукція                                                     | СРСР | УРСР | СРСР | УРСР |
| ------------------------------------------------------------- | ---- | ---- | ---- | ---- |
| Продукція з незбираного молока в перерахунку на молоко млн. т | 11,7 | 2,2  | 25   | 4,7  |
| Масло тваринне тис. т                                         | 1072 | 281  | 1325 | 348  |
| Сир жирний (включаючи бринзу) тис. т                          | 310  | 50   | 701  | 151  |
| Консерви молочні млн. умовних банок                           | 707  | 185  | 1398 | 334  |

### 1990 - 2016 р.р.
Зміна структури господарювання в Україні відбулася наприкінці 1990-х рр.: поголів’я корів у приватних господарствах почала перевищувати їх кількість у сільськогосподарських підприємствах. У цілому в Україні за період незалежності поголів’я корів постійно зменшується (особливо цьому сприяла криза молочного ринку 2014), за 2016 – на 3,9 % порівняно з поперед. роком, пром. поголів’я – на 4,5 %, а в приват. господарствах насел. – на 3,6 %, у порівнянні з 2011 – відповідно на 17,6 %, 16 % та 18 %. Ситуація щодо виробництва молока аналогічна: до 2000 його обсяги скорочувалися, потім настала певна стабілізація та зростання, а від 2013 обсяги знову знижуються. Особливо різко це відбувалося 2014 та 2015. На кін. 2015 в Україні вироблено 10,6 млн т, 2016 – 9,7 млн т молока, що на 2,3 % менше, ніж за відповід. період поперед. року, 26 % з них – у пром. секторі, решта 74 % – у господарствах населення. Така ж тенденція характерна й для країн ЄС: у цей період виробництво молока в них знизилося на 1,8 %.
Зміна вектора зовнішніх торгівельно-економічних зв’язків України позначилася й на темпах розвитку молочної промисловості: нині йде активний пошук нових ринків збуту молока та молочної продукції, здійснено низку торгівельних місій до країн Азії та Африки. Основні споживачі української молочної продукції – Казахстан, Молдова, Грузія, а також Китай, Єгипет, ОАЕ, Банґладеш, В’єтнам. Так, до Китаю надходить 13 % всієї експорт. сироватки та ще 16,5 % – до В’єтнаму, 10 % експорту масла припадає на Єгипет, майже 11 % експорту сухого молока постачають до Банґладеш, а 8,8 % кисломолоч. продуктів – до ОАЕ.
| Продукція                                        | 2008  | 2010  | 2012  | 2014   | 2016  |
| ------------------------------------------------ | ----- | ----- | ----- | ------ | ----- |
| Молоко оброблене рідке                           | 791,4 | 812,4 | 909,3 | 1080,1 | 926,2 |
| Молоко і вершки сухі                             | 94,8  | 68,1  | 62,8  | 58,7   | н/д   |
| Масло вершкове                                   | 84,7  | 79,2  | 88,2  | 114,5  | 101   |
| Спреди та суміші жирові                          | 80,9  | 60,7  | 53,4  | 52,5   | 28,3  |
| Вершки                                           | 18,2  | 19,5  | 36,3  | 49,2   | н/д   |
| Продукти кисломолочні                            | 530,5 | 476,6 | 486,1 | 473    | 420,2 |
| Морозиво                                         | 124,2 | 114,4 | 108,5 | н/д    | н/д   |
| Сир жирний, зокрема, бринза                      | 235,3 | 212,5 | 165,8 | 130    | 113,1 |
| Сир свіжий не ферментований та сир кисломолочний | 92,1  | 77,8  | 78,7  | 74,7   | 69,6  |
| Молочні консерви                                 | 107,6 | 66,7  | 64,8  | н/д    | н/д   |

### 2016 - до тепер
Від 2016 Україна має дозвіл на постачання молочних продуктів до країн ЄС. Отримання такого дозволу для України є позитивним, оскільки це свідчить про якість продукції, підвищує рівень довіри до неї й на інших ринках. В Україні на молокопереробні підприємства переважно надходить молоко 1-го та 2-го ґатунків (у розвинених країнах світу таке молоко не приймають на переробку). Отже, стан розвитку молокозаводів залежить від надходження молока-сировини в необхід. кількості та відповід. якості, що в свою чергу дозволить у повній мірі використовувати вироб. потужності підприємств. Водночас обсяги надходження молока на переробку прямо залежать від поголів’я корів молоч. напряму в усіх формах господарювання. Вироб. можливості госп-в насел. не дозволяють сформувати потуж. обсяг сировин. бази, а сан.-гіг. умови отримання в них молока не забезпечують його належну якість та відповідність прийнятим держ. стандартам. Окрім цього, с.-г. підприємства здатні забезпечити 1-й та вищий ґатунок у заг. структурі закупленого молока, тоді як від госп-в насел. сировина надходить здебільшого 2-го ґатунку. Зростання обсягів виробництва молока ґатунку «Екстра» підвищує конкурентоспроможність галузі. Якість молоч. продуктів безпосередньо залежить від якості молока-сировини, з якого їх виготовляють. На неї впливають: кількість соматич. клітин, точка замерзання, масова частка сухої речовини, загальнодопустима кількість бактерій тощо. В Україні якість молока регулює ДСТУ 3662-97 «Молоко коров’яче незбиране. Вимоги при закупівлі».
Закладені в ньому вимоги до якості молока значно поступаються діючим в ЄС. Так, рівень бактеріал. обсіменіння молока вищого ґатунку значно вищий за максимально допустимий європ. стандартом якості, і лише молоко вищого ґатунку відповідає вимогам ЄС за кількістю соматич. клітин. Згідно Закону України «Про молоко та молочні продукти», контроль за якістю і безпекою молока, молоч. сировини та продуктів повинні здійснювати центр. органи виконав. влади з питань аграр. політики та у сфері тех. регулювання й спожив. політики. Проблема формування ринку молока й молоч. продукції охоплює комплекс питань як теор., так і практ. характеру. У зв’язку з цим виникає необхідність впровадження у виробництво системи макро- та мікроекон. заходів, зокрема: рац. інтенсифікації виробництва на основі залучення вітчизн. та іноз. інвестицій; економічно обґрунтов. стимулювання виробників молоч. продукції з метою нарощування виробництва; удосконалення фінанс.-кредит., податк., бюджет. політики держави. Серед гол. екон. важелів, що впливають на пропозицію ринку молоч. продукції, виділяють: квотування обсягів реалізації продукції на ринку, встановлення доступ. цін на молоко, цільове дотування цін державою. Кон’юнктура ринку молока та молоч. продуктів безпосередньо залежить від пропозиції та попиту молоч. сировини й продуктів її переробки. Попит на продукцію М. п. перебуває під впливом багатьох чинників: демогр. (кількість насел., його вік, місце проживання, смаки, уподобання), екон. (ціна реалізації одиниці продукції, платоспроможність насел.) та маркетинг. (призначення продуктів та способи їх використання, якість продукції, її споживчі характеристики). Остан. роками спостерігається пожвавлення попиту на молочну продукцію. Вироб-во молока має сезон. характер, що зумовлює коливання закупівел. цін. Ціна на молоко залишається чи не єдиним важелем впливу на попит. Молоко й молочні вироби традиційно займають досить високу питому вагу в раціоні харчування насел. України. Частка витрат на молочні продукти становить до 20 % від заг. видатків на харчування (4-е м. після витрат на хлібобулочні, м’ясні, борошн. та макаронні вироби).
Структурні зміни на ринку сирого молока зумовили ситуацію, що молокоперероб. підприємствам стало вигідніше закуповувати молоко в с.-г. підприємств, адже вони можуть забезпечити стабільне постачання й високу якість, хоч ціна його висока, майже вдвічі більша від виробленого в господарствах населення. Серед лідерів молоч. галузі не лише укр. переробники молока, а й транснац. компанії, напр.:
- «Терра Фуд» (компанія має 19 підприємств, що виробляють цільномолочну продукцію, сир, рослинно-вершк. суміші і вершк. масло; займає провідні позиції в Україні з виробництва фасованого вершк. масла і рослинно-вершк. сумішей; продукцію постачає у понад 40 країн, зокрема на Близький Схід, у країни Пн. Африки, на Балкани, а також у Китай, США і Пн. Корею),
- група «Молочний Альянс» (у складі 6 підприємств, що спеціалізуються на виробництві сирів, цільно- і кисломолоч. продукції, на її частку припадає 22 % ринку; лідирує з виготовлення й експорту сухої молоч. сироватки; продукцію експортує в 35 країн, зокрема Китай),
- холдинги «Danone Україна» (спеціалізується на виробництві йогуртів, сирків і дит. харчування)
- «Альміра» (7 підприємств, розташ. у Полтав. обл., заг. потуж. переробки понад 620 тис. т молока на рік; один з найбільших виробників сиру і сирних продуктів в Україні, їхня частка становить 23 % ринку; крім того, лідер з виробництва вершк. масла і спредів з часткою 16 %; йому належить третина укр. ринку молоч. консервів; продукцію постачає у понад 50 країн, серед них – США, Мексика, Японія, країни СНД, Африки, Близького Сходу),
- група компаній «Комо» (у складі 8 підприємств, що виготовляють цільномолочну продукцію та сир під однойм. торг. маркою, провідне – завод «Дубномолоко» (Рівнен. обл.), що випускає бл. 14 тис. т твердого сиру на рік; експорт – переважно Китай, Казахстан),
- ПАТ «Житомирський маслозавод» (торг. марка «Рудь» – лідер з виробництва морозива в Україні, його частка на ринку понад 32 %; вироб. потуж. заводу з перероблення молока – 300 т на добу; постачає в Ізраїль, Молдову, Грузію, США),
- компанії «Люстдорф» (спеціалізується на випуску сухого і питного молока, а також вершк. масла і молоч. вершків під торг. марками «На здоров’я», «Корівка», «Селянське», «Тотоша», «Смачно шеф», «Весела Бурьонка»; продукцію експортує в Молдову, Грузію, Азербайджан, Білорусь, а також у країни ЄС, Пн. Африки, Серед. Азії, на Близький Схід),
- «Milkiland Україна» (їй належить 6 сиророб. і 4 заводи з виробництва продукції з незбираного молока; експорт у понад 30 країн, зокрема, 2016 налагоджено поставки сухого молока в Китай),
- «Вімм-Білль-Данн Україна» (спеціалізується на випуску молоч. продукції та дит. харчування під торг. марками «Агуша», «Слов’яночка», «Веселий молочник», «Чудо», «Imunele», «Ромол», «Смачненько»; осн. продукт – пастеризов. молоко – понад 20 % обсягу виробництва, також випускає кефір – 18,5 %, сир і сирні продукти – 14,1 %, сметану – 10,7 %, йогурт – 9,9 %)
- «Волошкове поле» (створ. на базі Черкас. міського молокозаводу; у складі 3 підприємства; виготовляє традиц. молочні продукти: масло, сметану, молоко, кефір, йогурти; експорт – у 20 країн, зокрема в США, країни Азії, Африки, СНД і Близького Сходу).